# Юрий Всеволодович
Ю́рий (Гео́ргий) Все́володович (26 ноября 1188 — 4 марта 1238) — великий князь Владимирский (1212—1216, 1218—1238), князь городецкий (1216—1217), князь суздальский (1217—1218).
Третий сын Великого князя Владимирского Всеволода Юрьевича Большое Гнездо от первого брака с аланской княжной Марией Шварновной, прославленной как преподобная княгиня Мария Владимирская (Ясыня). Основатель Нижнего Новгорода. Канонизирован Русской православной церковью в лике благоверных князей. Мощи князя находятся в Успенском соборе Владимира.

## Биография

### Ранние годы
Родился в Суздале 26 ноября 1188 года. Крестил его епископ Лука. 28 июля 1192 года совершены были постриги Юрия и в тот же день посадили его на коня: согласно Лаврентьевской летописи, «Быша постригы оу великаго князя Всеволода, сына Георгиева, внука Володимеря Мономаха, сыну его Георгеви в граде Суждали; того ж дни и на конь его всади, и бысь радость велика в граде Суждали».
В 1207 году Юрий принимал участие в походе против рязанских князей, зимой 1208/1209 годов с Константином на Торжок против новгородцев, которые посадили в заключение брата его, Святослава, и призвали на княжение Мстислава Мстиславича Удатного, а в самом начале 1209 года — против рязанцев, пытавшихся воспользоваться отсутствием основных суздальских сил и атаковавших окрестности Москвы.
В 1211 году Юрий женился на княжне Агафии Всеволодовне, дочери Всеволода Святославича Чермного, князя Черниговского; венчание совершено было во Владимире, в Успенском соборе, епископом Иоанном.

### Конфликт с братом
В 1211 году Всеволод Большое Гнездо при поддержке специально созванного совещания с участием бояр и епископа Иоанна отдал великокняжеский Владимирский стол Юрию в нарушение прав своего старшего сына, Константина.
14 апреля 1212 года Всеволод скончался, и противоречия между братьями вылились в междоусобицу. На сторону Юрия встал 3-й по возрасту брат Ярослав, а на сторону Константина — 4-й и 5-й братья Владимир и Святослав. Юрий готов был отдать Владимир в обмен на Ростов, но Константин не согласился на такую мену и предложил брату Суздаль, тот отказался. Сначала борьба шла на территории княжества, но затем, когда интересы Юрия и Ярослава пересеклись с интересами смоленских Ростиславичей, в частности Мстислава Удатного, в Новгороде, смоляне с новгородцами вторглись во Владимиро-Суздальское княжество, соединились с Константином и разбили Юрия, Ярослава и муромцев и посадили на великое княжение Константина. Юрий получил в удел Городец Радилов на Волге. Туда последовал за ним и епископ Симон. Уже в следующем году Константин отдал Юрию Суздаль и, оставляя Ростовскую землю в наследство своему потомству, признал брата своим преемником на великокняжеском столе. Константин умер 2 февраля 1218 года, и Юрий вторично стал великим князем.

### Внешняя политика
Юрий Всеволодович, подобно своему отцу, добивался внешнеполитических успехов, в основном избегая военных столкновений. В период 1220—1234 годов владимирские войска (в том числе в союзе с новгородскими, рязанскими, муромскими и литовскими) провели 14 походов. Из них сражениями закончились лишь три (победы над внешними противниками; 1220, 1226, 1234). Уже в 1212 году Юрий отпустил из плена рязанских князей, захваченных его отцом в 1208 году, в том числе Ингваря Игоревича, пришедшего к власти в Рязани в результате борьбы 1217—1219 годов и ставшего союзником Юрия.
В 1217 году волжские болгары дошли до Устюга, но ответные меры были предприняты только после смерти Константина и прихода Юрия к власти, в 1220 году. Юрий послал большое войско под предводительством брата Святослава; войско дошло до города Ошеля на Волге и сожгло его. В то же время ростовский и устюжский полки по Каме пришли в землю болгар и разорили много городов и сёл. В устье Камы обе рати соединились и вернулись домой. Болгары в ту же зиму прислали послов просить мира, но Юрий им отказал.

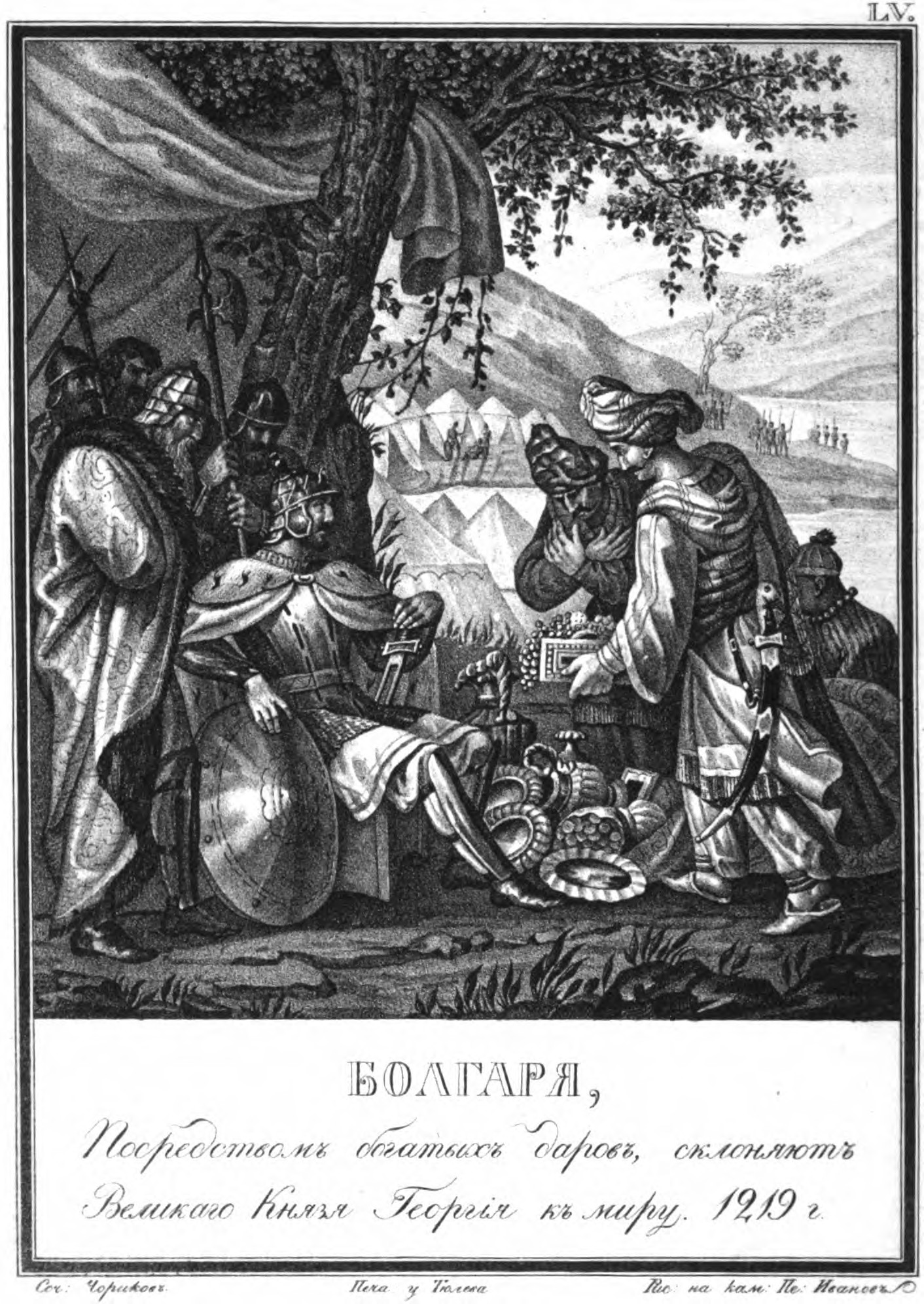
Болгары преподносят дары Юрию

В 1221 году он сам хотел идти против болгар и выступил к Городцу. По пути его встретило второе болгарское посольство с такой же просьбой и вновь получило отказ. В Городец явилось третье посольство с богатыми дарами, и на этот раз Юрий согласился на мир. Чтобы укрепить за Русью важное место при впадении Оки в Волгу, Юрий в это время основал здесь, на Дятловых горах, город «Нов Град» (Нижний Новгород). Тогда же построил он в новом городе деревянную церковь во имя Архистратига Михаила (впоследствии Архангельский собор), а в 1225 году заложил каменную церковь Спаса.
Основание Нижнего Новгорода повлекло за собой борьбу с мордвой, с использованием разногласий между её князьями. В 1226 году Юрий посылал против неё братьев Святослава и Ивана, а в сентябре 1228 года племянника Василька Константиновича ростовского; в январе 1229 года он сам ходил на мордву. После этого мордва напала на Нижний Новгород, а в 1232 году её усмирял сын Юрия Всеволод с князьями рязанскими и муромскими. Противники распространения владимирского влияния на мордовские земли были разгромлены, но спустя несколько лет, во время монгольского нашествия, часть мордовских племён выступила на стороне монголов.
Юрий организовал походы в помощь своим бывшим противникам по Липицкой битве: смоленским Ростиславичам, разбитым монголами на Калке — в 1223 году в южнорусские земли во главе с его племянником Васильком Константиновичем, которому, однако, не пришлось сразиться: дойдя до Чернигова, он узнал о поражении русских и возвратился во Владимир; и в 1225 году — против литовцев, разорявших смоленские и новгородские земли, закончившийся победой Ярослава под Усвятом.
В 1222—1223 годах Юрий дважды посылал войска, соответственно во главе с братьями Святославом под Венден и Ярославом — под Ревель на помощь эстам, восставшим против Ордена меченосцев. В первом походе союзниками русских выступили литовцы. Согласно «Хронике» Генриха Латвийского, в 1224 году был начат и третий поход, но русские войска дошли только до Пскова. Русские летописи относят примерно к тому же времени конфликт Юрия с новгородской знатью. Всеволод Юрьевич был вывезён своими сторонниками из Новгорода в Торжок, куда в 1224 году к нему пришёл с войском отец. Юрий требовал выдачи новгородских бояр, которыми он был недоволен, и грозил в случае неповиновения прийти в Новгород напоить коней своих Волховом, но затем удалился без кровопролития, удовлетворившись крупной денежной суммой и дав новгородцам в князья своего шурина, князя Михаила Всеволодовича из черниговских Ольговичей. Эта тяжба стоила Руси последнего опорного пункта в Прибалтике — Юрьева (взят немцами в 1224). В 1226 году Юрий посылал войска в помощь Михаилу в его борьбе против Олега Курского в Черниговском княжестве; поход закончился успешно, но после утверждения в Чернигове Михаил вступил в борьбу с Ярославом Всеволодовичем за новгородское княжение. В 1228 году Ярослав, вновь изгнанный из Новгорода, заподозрил участие старшего брата в его изгнании и склонил на свою сторону своих племянников Константиновичей, Василька, князя Ростовского, и Всеволода, князя Ярославского. Когда Юрий узнал об этом, то созвал всех родичей на Суздальский съезд в сентябре 1229 года. На съезде этом ему удалось уладить все недоразумения:

И поклонишася Юрью вси, имуще его отцом собе и господином.

В 1230 году Юрий женил своего старшего сына Всеволода на дочери Владимира Рюриковича киевского. В 1231 году Юрий ходил в Черниговскую землю против Михаила под Серенск и Мосальск. Михаил уклонился от прямой борьбы, а лишившись Новгорода окончательно в пользу Ярослава, Михаил сразу же включился в борьбу за Киев против Владимира Рюриковича и Даниила Романовича волынского.
В 1229 году планируемый Ярославом поход против ордена не состоялся из-за разногласий с новгородцами и псковичами, но после объявления папой римским Григорием IX крестового похода (1232) Ярослав одержал победу над рыцарями в сражении на Омовже (1234). После 1231 года на протяжении ста лет новгородскими князьями были только потомки Всеволода Большое Гнездо.

#### Перечень военных походов владимирских войск в период 1218—1238
1. 1219[к 2] — Ингварь Игоревич. Глеб Владимирович и половцы;
2. 1220 — Святослав Всеволодович. Волжская Болгария, Ошель;
3. 1221 — Юрий Всеволодович. Волжская Болгария, Городец;
4. 1222 — Святослав Всеволодович. Орден меченосцев, Венден;
5. 1223 — Василько Константинович. Монгольская империя, Чернигов;
6. 1223 — Ярослав Всеволодович. Орден меченосцев, Ревель;
7. 1224 — Юрий Всеволодович. Новгородская земля, Торжок;
8. 1226 — Ярослав Всеволодович. Великое княжество Литовское, Битва под Усвятом;
9. 1226 — Юрий Всеволодович. Черниговское княжество, Курск;
10. 1226 — Святослав Всеволодович. Мордва;
11. 1228 — Василько Константинович. Мордва;
12. 1229 — Юрий Всеволодович. Мордва;
13. 1231 — Юрий Всеволодович, Ярослав Всеволодович. Черниговское княжество, Серенск, Мосальск;
14. 1232 — Всеволод Юрьевич. Мордва;
15. 1234 — Ярослав Всеволодович. Орден меченосцев, Сражение на Омовже;
16. 1237 — Всеволод Юрьевич. Монгольская империя, битва у Коломны;
17. 1238 — Юрий Всеволодович. Монгольская империя, битва на реке Сити.

### Вторжение монголов
В 1236 году в начале похода монголов в Европу, была разорена Волжская Булгария. Согласно Василию Татищеву, беженцы были приняты Юрием и поселены в поволжских городах. В конце 1237 года Батый появился в пределах Рязанского княжества. Рязанские князья обратились за помощью к Юрию. Послы Батыя явились в Рязань и Владимир с требованием дани, в Рязани получили отказ, во Владимире были одарены, но одновременно Юрий послал войска во главе со своим старшим сыном Всеволодом в помощь отступившему из Рязани Роману Ингваревичу.
Разрушив 16 декабря Рязань, Батый двинулся к Коломне. Всеволод был разбит и бежал во Владимир (погибли владимирский воевода Еремей Глебович и младший сын Чингисхана Кулькан). Батый после этой победы сжёг Москву, взял в плен Владимира, второго сына Юрия, и двинулся на Владимир.

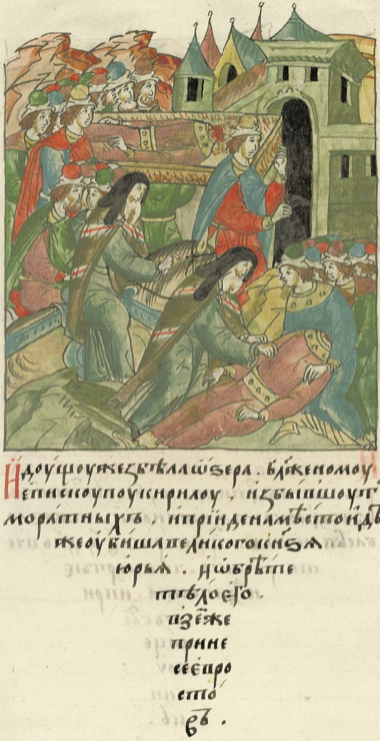
Кирилл II находит тело Юрия

Получив весть об этих событиях, Юрий созвал на совет князей и бояр и после долгих размышлений отправился за Волгу собирать рать. Во Владимире остались жена Агафия Всеволодовна, сыновья Всеволод и Мстислав, дочь Феодора, жена Всеволода Марина, жена Мстислава Мария и жена Владимира Христина, внуки и воевода Пётр Ослядюкович. Осада города Владимира началась 2 или 3 февраля 1238 года, пал город 7 февраля (по сведениям Рашид ад-Дина, осада и штурм длились 8 дней). Монголо-татары ворвались в город и зажгли его. Вся семья Юрия погибла (Владимирские мученики), из всего его потомства уцелела лишь дочь Добрава, бывшая с 1226 года замужем за Васильком Романовичем, князем Волынским. 4 марта того же года в битве на реке Сити войска Великого князя были разбиты на лагере второстепенными силами монголов во главе с Бурундаем, следовавшими отдельно от основных сил более северным маршрутом. В числе убитых был и сам Юрий.
Обезглавленное тело князя было обнаружено по княжеской одежде среди оставшихся не погребёнными тел убитых воинов на поле боя епископом Ростовским Кириллом, возвращавшимся из Белоозера. Он отвёз тело в Ростов и похоронил в каменном гробу в храме Богоматери. Впоследствии голова Юрия была тоже найдена и приложена к телу.
В 1239 году останки были торжественно перенесены Ярославом Всеволодовичем во Владимир и положены в Успенском соборе. В «Книге Степенной царского родословия» описано, что голова великого князя Юрия Всеволодовича при погребении прилипла к его телу, и правая рука возделась вверх: «Святая глава его тако совокупно прильпе к честному телеси его, яко ни следа видети отсечения на выи его, но вся составы целы и неразлучьны… Ещё же и рука его десная выспрь бяше воздеяна видети, еюже, яко жив, показуя подвиг своего совершение». 13 и 15 февраля 1919 года состоялось вскрытие его мощей. По утверждению Православной энциклопедии, очевидец вскрытия мощей сообщил, что голова великого князя Юрия ранее была отсечена, но срослась с телом так, что и шейные позвонки были смещены и срослись неправильно.

## Оценка личности и результатов правления
Историки и романисты по устоявшейся традиции, заложенной ещё дворянской историографией, видели в Юрии Всеволодовиче прямого виновника страшного разорения Руси. Эта точка зрения подвергнута критике в исследовании доктора исторических наук Вадима Каргалова «Древняя Русь в советской художественной литературе»: «У читателя невольно создается впечатление, что если бы накануне монголо-татарского нашествия на великокняжеском „столе“ сидел не Юрий Всеволодович, а какой-нибудь другой, более энергичный и дальновидный князь… то исход войны мог бы быть иным… Трагедия страны была в другом: самые храбрые и энергичные князья и воеводы (а их немало было на Руси!) в силу феодальной раздробленности не могли объединить силы народа для отпора завоевателям». Однако историк А. Ю. Головатенко считает не слишком убедительным мнение о том, что Русь смогла бы противостоять нашествию Батыя, если бы не раздоры князей, так как монголы в первой половине XIII века покорили многие страны, находившиеся на самых разных этапах развития.
На основании многочисленных летописей и других документов реабилитирует князя Юрия во мнении потомков советский прозаик и публицист Владимир Чивилихин в романе-эссе «Память», удостоенном Государственной премии СССР.

## Канонизация

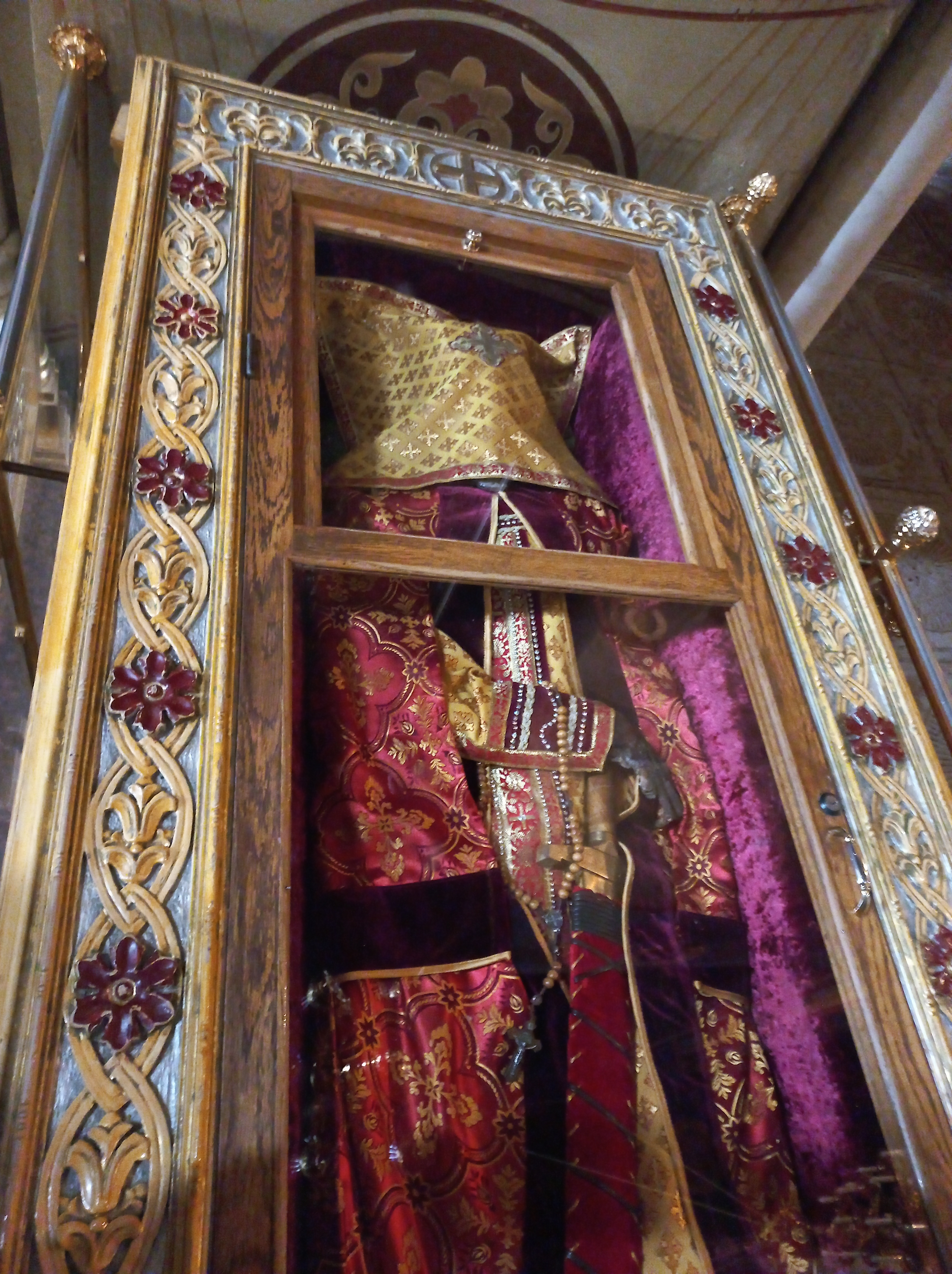
Мощи в Успенском соборе Владимира

По словам летописца, «Юрий украшен был добрыми нравами: старался исполнять Божьи заповеди; всегда имел в сердце страх Божий, помня заповедь Господню о любви не только к ближним, но и к врагам, был милостив выше меры; не жалея своего имения, раздавал его нуждающимся, строил церкви и украшал их иконами бесценными и книгами; чтил священников и монахов». В 1221 году он заложил в Суздале новый каменный собор вместо обветшавшего, а в 1233 году расписал его и вымостил мрамором. В Нижнем Новгороде он основал Благовещенский монастырь.
В 1645 году нетленные мощи князя были обретены, и 5 января 1645 года патриарх Иосиф, питавший особое уважение к этому святому, начал процесс канонизации Юрия Всеволодовича православной церковью. Тогда же мощи были помещены в «сребропозлащенную гробницу» (раку). Юрий Всеволодович был причислен к лику святых как святой благоверный князь Георгий Всеволодович. Память его — 4 (17) февраля, по предположению Михаила Толстого, «в память перенесения его из Ростова во Владимир».
В 1795 году по инициативе нижегородского вице-губернатора князя Василия Долгорукова, потомка Юрия Всеволодовича, в Нижнем Новгороде стали отмечать дату рождения основателя города.

## Народные предания
Основание Китежа.

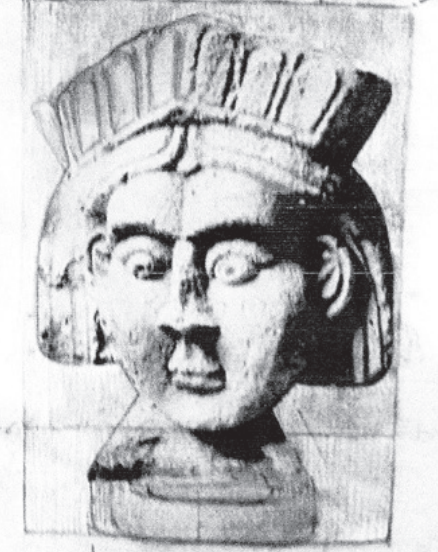
Маска из Георгиевского собора, построенного Святославом III в 1230-е годы. По версии П. Д. Барановского, маска является прижизненным портретом князя Юрия.

Согласно этой легенде, в 1164 году Георгий Всеволодович отстроил Малый Китеж (предположительно, современный Городец), основал в нём Феодоровский монастырь, а затем отправился в весьма глухой край, где поставил (в 1165) на берегу озера Светлояра Большой Китеж, то есть собственно легендарный град Китеж.
Основание Юрьевца.
Князь Юрий Всеволодович плыл по Волге со своим войском, напротив устья реки Унжи он увидел на горе огонь, решил остановиться в этом месте. А как только взошли на гору, он увидел икону Георгия Победоносца и решил основать здесь крепость, в дальнейшем город в честь своего угодника Божия — Юрьевец. Эта икона, как сказано в летописи, была написана на доске шаровыми начертаниями и впоследствии была перенесена в Москву в Успенский собор (по другому источнику она была высечена на камне).
Завет Юрия Всеволодовича.
«С русскими уживайтесь и мордвой не гнушайтесь. С мордвой брататься да кумиться грех, зато лучше всех! А у черемис только онучки черные, а совесть белая!»
Даровании мордовской земли.
«Старики из мордвы, узнав о прибытии русского князя, послали ему с молодыми людьми говядины и пива. Молодые же люди дорогой говядину съели, пиво выпили, а русскому князю принесли земли да воды. Князь-мурза обрадовался этому дару, принял его в знак покорности мордовского племени и поплыл далее по Волге-реке. Где кинет на берег горсть подаренной ему недогадливой мордовской молодёжью земли — там быть городу, где бросит щепотку — там быть селу…»
Первые жители Нижнего Новгорода.
Первыми нижегородскими поселенцами были ремесленники, бежавшие от боярских податей из Новгорода. Юрий Всеволодович взял их под покровительство и привлёк к строительству, благодаря чему первая крепость была построена за год.
Конец Нижнего Новгорода.
«Есть в Нижнем Новгороде подле крепости маленький ручеёк; он течёт по оврагам и близ Никольской церкви впадает в Волгу. Зовут его Почайной и говорят, что Юрий Всеволодович, основатель Нижнего Новгорода, назвал так этот ручей, будучи поражён сходством местоположения нижегородского с местоположением киевским. В том месте, где Почайна берёт своё начало, есть большой камень, на котором прежде было что-то написано, но теперь уже стёрлось. От этого камня зависит судьба Нижнего Новгорода: в последнее время он сдвинется с места; из-под него выступит вода и потопит весь Нижний».

## Семья

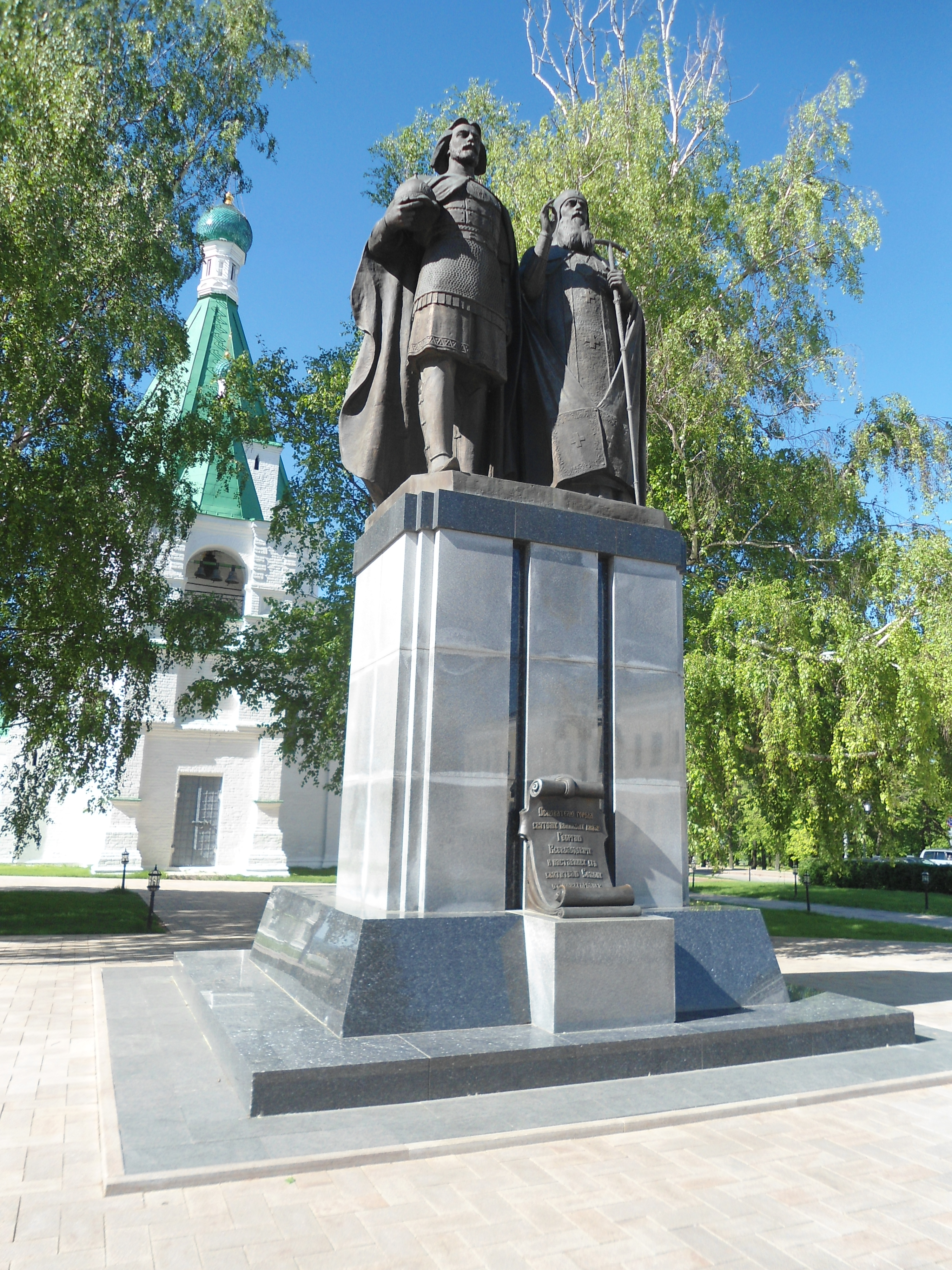
Памятник Юрию Всеволодовичу и Симону Суздальскому в Нижнем Новгороде

Жена с 1211 Агафия Всеволодовна (около 1195 — 1238), дочь Всеволода Святославича Чермного, князя черниговского, Великого князя киевского.
Сыновья
- Всеволод (Дмитрий) (1212/1213 — 1238), князь Новгородский (1221—1222, 1223—1224). Женат с 1230 года на Марине (1215—1238), дочери Владимира Рюриковича. Убит в ставке Батыя во время переговоров перед взятием Владимира монголами.
- Мстислав (после 1213 — 1238), женат с 1236 года на Марии (1220—1238) (происхождение неизвестно). Погиб во время взятия Владимира монголами.
- Владимир (после 1218 — 1238), князь Московский, женат с 1236 года на Христине (1219—1238) (происхождение неизвестно, предположительно — из рода Мономашичей). Убит во время осады Владимира монголами.

Дочери:
- Добрава (1215—1265) В 1226 году выдана замуж за князя волынского Василько Романовича, благодаря этому оказалась единственным выжившим после разорения татаро-монголами Владимира (1238 год) потомком Юрия Всеволодовича.
- Феодора (1229—1238).

## Комментарии
1. ↑  6695 мартовский год Ипатьевской летописи (ошибочно), 6697 ультрамартовский год Лаврентьевской летописи[3].
2. ↑  По версии ЭСБЕ[7].